# Таємниці любові
Таємниці любові — (рос. Тайны любви) це документальний фільм режисера Анастасії Попової, випущений кінокомпанією «Мастерская». Прем'єра стрічки відбулася 1 жовтня 2009 року в Росії, у прокаті з 26 листопада 2009 року. Нагороджений у національно телевізійному конкурсі «ТЕФІ-2010» у номінації "Оператор телевізійного документального фільму (серіалу)".

## Сюжет
Цей фільм допомагає наблизитися до розгадки найбільшої з таємниць, таємниці кохання. Любов пояснюється за допомогою науки, поглядів філософів, переконань релігії та міркувань представників різних країн та конфесій. Вчені зробили багато цікавих відкриттів, досліджуючи цю тему, наприклад, виявили зміни в мозку закоханих: пригнічення почуття страху, негативних емоцій та критики. Біологи вказують, що це прекрасне почуття є хворобою, яка подібна наркотичній залежності. Чому закохані люди, знаходячись в різних кінцях світу, одночасно думають один про одного, відчувають те ж саме та недомовляючись телефонують в один і той же час. У фільмі пояснюють це, як комунікацію енергій, процес взаємодії важких полів на різних частотах. Усім відомий феномен електромагнітного випромінювання людського тіла. Що трапляється з випромінюванням у людей, які знаходяться в стані закоханості? Хімічні дослідження виявили, що любов з’являється завдяки викиду необхідних гормонів у певній кількості. Чи можна завдяки цих гормонів створити таке почуття як любов?
Протягом усього фільму вчені приходять до думки, що любов не можна пояснити лише завдяки науки. Постають такі питання: чому людина із мільйонів обирає лише цього суб'єкта і почувається щасливою тільки з ним, любить одну людину, а не багатьох.
Фільм дає відповіді на всі ці цікаві питання та наближає до пізнання таємниці кохання.

## У головних ролях
- Сергій Чонішвілі
- Андрій Чесновіцкій
- Наталія Омельченко
- Ксенія Логвісь
- Руслан Яковлєв
- Олександр Пашковський
- Вадим Демчог
- Бертран Олтмен
- Дмитро Цирульников
- Дмитро Зінченков

## У фільмі беруть участь
- Кирило, патріарх Московський і Всієї Русі (Росія)
- Емір Кустуріца, кінорежисер (Сербія)
- Хелен Фішер, антрополог, професор університету Рутберг (США)
- Андреас Бартельс, доктор біології, науковий співробітник Інституту Макса Планка (Німеччина)
- Мішель Онфре, письменник, філософ (Франція)
- Дмитро Співак, доктор філологічних наук, провідний науковий співробітник Інституту мозку людини РАН (Росія)
- Девід Люіс, доктор психології, письменник (Велика Британія)
- Люсі Браун, доктор медицини, професор медичного коледжу ім. Альберта Ейнштейна (США)
- Артур Арон, психолог, професор соціології Державного університету Нью-Йорка (США)
- Айсин Джулі Хенг Ан, спадкоємець імператорського прізвища, майстер каліграфії (Китай)
- Костянтин Коротков, доктор технічних наук, професор Санкт-Петербурзького Державного університету інформаційних технологій, механіки та оптики (Росія)
- Брюс Ліптон, доктор медицини, професор (США)
- Адін Штейнзальц, доктор богослов’я, філософ (Ізраїль)
- Георгій Рябих, ієрей (Росія)
- Га Дао Жанг, настоятель даоського монастиря (Китай)
- Ларрі Досси, доктор медицини, професор Гарвардського університету (США)